# Молчаново (Єльниківський район)
Молча́ново (рос. Молчаново, ерз. Молчаново) — присілок у складі Єльниківського району Мордовії, Росія. Входить до складу Стародівиченського сільського поселення.
Населення — 126 осіб (2010; 160 у 2002).
Національний склад (станом на 2002 рік):
- мордва — 92 %